# 湯河原沸石

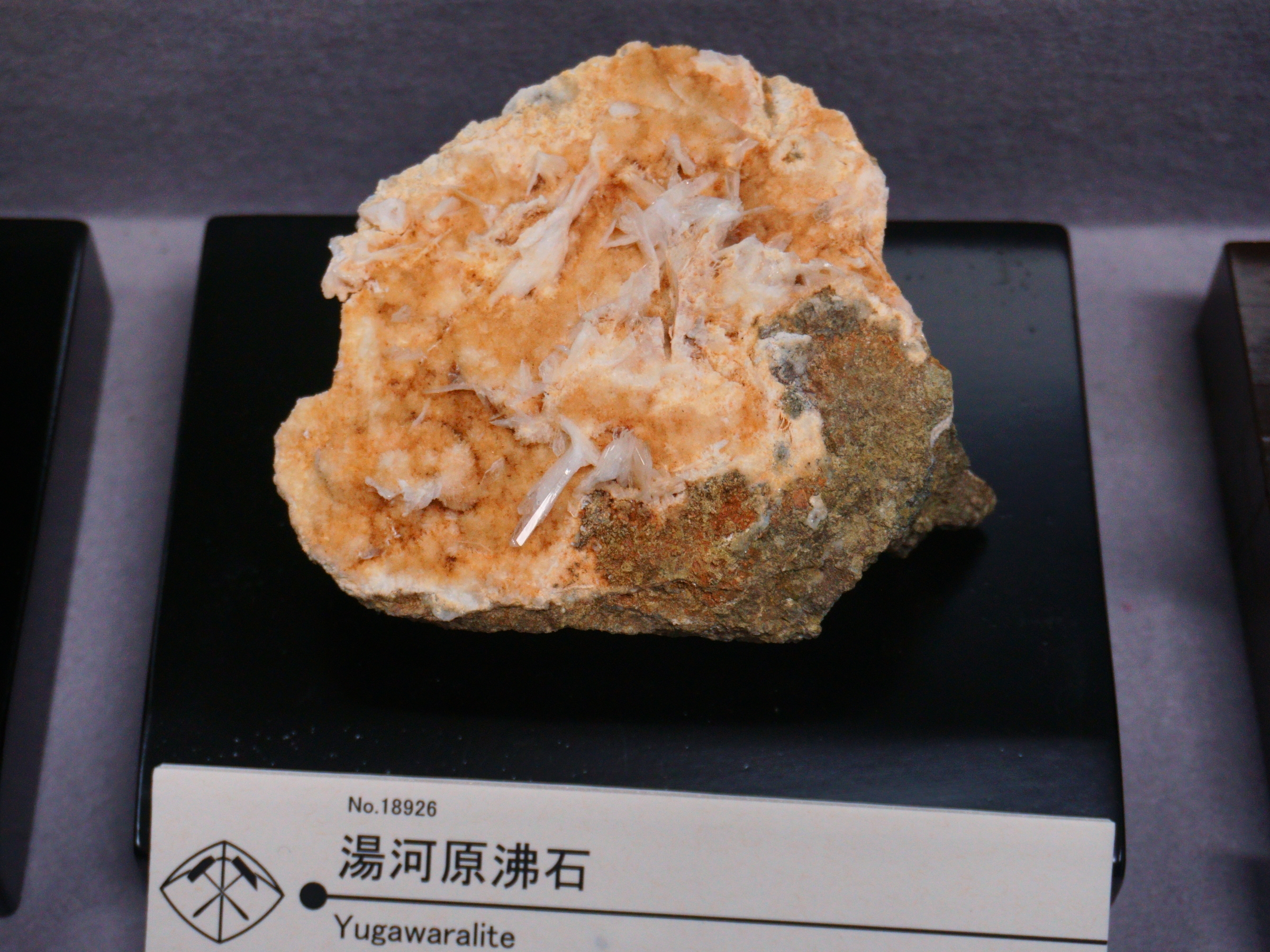
湯河原沸石（秋田大学附属鉱業博物館所蔵）

湯河原沸石（ゆがわらふっせき、Yugawaralite）は、1952年に発表された日本産新鉱物で、アマチュアの鉱物学者櫻井欽一などにより神奈川県湯河原温泉の不動滝から発見された。化学組成はCaAl2Si6O16・4H2Oで、単斜晶系。発見地の地名から命名された。
無色透明または白色半透明の板状の結晶で、硬度4.5度、比重2.2、ガラスまたは真珠のような光沢がある。他の多くの沸石と違い、塩酸に溶けない性質がある。
正確な構造結晶及び化学式は、1968年に解明された。湯河原沸石の構造内の陽イオンはカルシウムのみで、他の元素を含むものは報告されていないため、陽イオン元素を示すサフィックスは付いていない。
発見地の不動滝一帯は、1982年4月1日に湯河原町により天然記念物に指定されたため採取不可能であるが、静岡県伊豆市清越鉱山及び、ニュージーランド、イタリア、インドなどの火山帯で産出が報告されている。